# KPUA
KPUA（670 AM）は、アメリカ・ハワイ州ヒロのコミュニティにサービスを提供するために認可されたラジオ局。1936年にKHBCとして設立され、1992年からニュー・ウェスト・ブロードキャスティング・コーポレーション（New West Broadcasting Corporation）によって直営されている。いくつかの特殊な日本語番組を含む、様々なローカル及びシンジケートトークラジオ番組を放送している。

## 番組
KPUAは、オールニュースラジオ/トーク/スポーツラジオのラジオ形式をヒロ地域に放送する。2012年3月6日時点でシンジケート番組には、ゴードン・ディールとジーナ・セルヴェッティ（Gina Cervetti）がホストを務める『ウォール・ストリート・ジャーナル・ディス・モーニング』（ウォール・ストリート・ジャーナル・ラジオ・ネットワーク）、ダーク・ヴァンがホストを務める『ファースト・ライト (ラジオ番組)』（ダイヤル・グローバル）、ジョージ・ヌーリーがホストを務める『コースト・トゥ・コーストAM』（プレミア・ネットワークス）、ジム・ボハノンがホストを務める『アメリカ・イン・ザ・モーニング（America in the Morning）』（ダイヤル・グローバル）に加えて、Yahoo!スポーツラジオとCBSラジオニュースからの番組ブロックなどがある。平日のローカル番組には、タカ（Taka）の『ジャパニーズ・ショー（Japanese Show）』が含まれている。

## 歴史

### KHBC時代
1936年5月1日、ホノルル・ブロードキャスティング・カンパニー（Honolulu Broadcasting Company, Ltd.）は、ハワイ州ヒロにサービスを提供する新しいラジオ局を設立し、1400キロヘルツ（kHz）の中波周波数で250ワットの電力を供給した。同局には、連邦通信委員会（FCC）からコールサイン「KHBC」（Honolulu Broadcasting Company）が割り当てられた。
1940年までに、ハワイアン・ブロードキャスティング・システム（Hawaiian Broadcasting System, Ltd.）に買収され、250ワットの信号を維持しながら1200kHzにシフトした。KHBCは、ハワイアン・ブロードキャスティング・システム所有局グループの一部としてホノルル・スター＝ブレティンが所有するいくつかの放送局の1つだった。1941年3月29日、北米地域放送協定によるラジオ局の大規模な再編成の一環として、信号はまだ250ワットの1230kHzに再配置された。この間、同局はCBSラジオネットワークの系列局だった。
1948年、970kHzにシフトし、出力を1,000ワットに増やすための新しい建設許可を与えられた。1949年に新しいパラメータで認可された運用を開始した。

### KPUA時代
1965年、ホノルル・スター＝ブレティンは、殆どの放送局をA・L・グラスマン・ステーションズ・グループ（A. L. Glassmann stations group）に売却する契約を結んだが、KHBCをセシル・ヘフテルが所有するパシフィック・ブロードキャスティング・コーポレーション（Pacific Broadcasting Corporation）に個別に売却した。取引は同年6月7日に完了した。新しい所有者は、同年後半にFCCに「KPUA」コールサインを同局に割り当てさせた。引き続き、CBSラジオネットワークの系列局だった。1969年に、放送電力を1,000ワットから5,000ワットに増力するためのFCC認可を受け取った。

### 1970年代
1970年代半ばまでに、形式はミドル・オブ・ザ・ロード (音楽)音楽となり、KPUAはABCラジオネットワークとココナッツ・ワイヤレス・ネットワーク（Coconut Wireless Network）の両方の系列局となった。1975年、セシル・ヘフテルがハワイ州第1議会地区下院での選挙出馬を計画していた（最終的に当選した）際、パシフィック・ブロードキャスティングはKPUAをアロハ・ブロードキャスティング・カンパニー（Aloha Broadcasting Company）に売却することに同意した。取引はFCCの承認を得て、正式な完了は1976年1月1日に行われた。新しい所有権の下でMOR形式とネットワーク所属を維持した。
1979年1月、アロハ・ブロードキャスティングは、KPUAをハワイ・ブロードキャスティング・カンパニーに売却する契約を結んだ。取引は同年5月1日にFCCの承認を得て、取引は5月3日に完了した。

### 1980年代
1981年8月、KPUAの新しい所有者は、970kHzから670kHzに周波数を変更し、送信所位置を変更し、電力を10,000ワットに増力することを許可する新しい建設許可をFCCに申請した。FCCは、1983年7月8日にこの許可を付与し、有効期限は1984年7月8日に予定されていた。いくつかの修正と更新の後、1985年8月に建設とテストが完了した。KPUAは、同年12月20日に670kHzの周波数でライセンス放送を開始した。
1989年5月、ハワイ・ブロードキャスティング・カンパニーは、KPUAの放送ライセンスをハワイ・ラジオ株式会社（Hawaii Radio, Inc.）に譲渡する契約を締結した。FCCは同年7月12日に移転を承認し、取引は8月22日に完了した。

### 1990年代
1989年11月の申請に続き、FCCは、KPUAの新しい所有者に、電力を昼夜を問わず50,000ワットに増力し、アンテナシステムに関連する変更を加える建設許可を与えた。許可証は1990年12月31日に発行され、有効期限は1992年6月30日に予定されていた。
しかし、建設が完了する前に、ハワイ・ラジオ株式会社は財政難に直面し、1992年3月に、KPUAの資産と放送ライセンスが破産管財人として機能するワイマン・ライ（Wyman Lai）に自動的に割り当てられた。3月末までに、受託者のライはKPUAをニュー・ウエスト・ブロードキャスティング・コーポレーション（New West Broadcasting Corporation）に売却することを手配した。FCCは1992年5月18日に売却を承認し、取引の正式な完了は同年7月16日に行われた。

### 2000年代
2003年1月、ウェブサイト「KPUA.net」をニュースポータルとして立ち上げ、ニューススタッフによるローカルニュース記事と、AP通信からの地域、国内、国際ニュースを組み合わせた。
2004年、送信所の技術上の問題を理由に、わずか5,000ワットの削減電力で動作するように特別な一時的な権限を要求して受け取った。これらの要求は2007年と2008年に繰り返された。2008年9月、この5,000ワットレベルでの恒久的な運用を許可する新しい建設許可を要求した。FCCは、2009年2月18日にこの許可を付与し、2012年2月18日に期限が切れる予定だった。KPUAは、2010年1月19日に、この変更をカバーするための新しいライセンスを受け取った。

### 2010年代
2012年3月5日、弁護士・女性権利活動家のサンドラ・フルークを「痴女（slut）」と「売春婦（prostitute）」と呼んだことでラッシュ・リンボーが解雇され、自身の番組『ラッシュ・リンボー・ショー』が打ち切られた際、KPUAは世界的な話題を呼んだ。KPUAは、論争（ラッシュ・リンボー対サンドラ・フルークの論争）を巡って同番組を打ち切った2つの系列局のうちの最初のものであると考えられている（もう1つはマサチューセッツ州のWBEC (AM)。見通しとして、リンボーには全米に約600の系列局を持っている）。ステーションマネージャーのクリス・レナード（Chris Leonard）はホノルル・スター・アドバタイザーに、「品位と責任」は彼の放送局（KPUA）がリンボーとの関係を断ち切ることを要求したと語った。

## 元スタッフ
KPUA日本語部主任の佐藤しのぶは、平日朝、『エコーズ・オブ・ジャパン（Echoes of Japan）』という日本語の1時間番組のホストを務めた。KHBC/KPUAでの彼女の長いキャリアは、佐藤がいつホストを開始したかを尋ねられたゼネラルマネージャーを率いて、2001年12月にホノルル・スター＝ブレティンに「正確に把握することはできませんでした。50年近くです」と語った。佐藤は43年間出演を続け、2002年5月にKPUAを引退した。
ハワイ日本コミュニティ協会（The Japanese Community Association of Hawaii）は、2003年に佐藤を「日本の文化芸術の保存と永続化への多大な貢献」を讃えて「cultural treasure」と名付け、佐藤は自身の延長されたラジオキャリアに加えて、州のパパイヤ検査官と化粧品販売代理店員として働いていた。ハワイ郡パパイコウ (ハワイ州)で生まれ、2008年10月17日に98歳で亡くなった。